# Distrito electoral de Lodgepole (condado de Cheyenne, Nebraska)
Lodgepole Precint es una subdivisión territorial inactiva del condado de Cheyenne, Nebraska, Estados Unidos. Según el censo de 2020, tiene una población de 665 habitantes.
En el estado de Nebraska, 25 condados están subdivididos en townships y 63 (entre ellos, el condado de Pierce) en precintos, donde no hay Gobierno municipal.

## Geografía
La subdivisión está ubicada en las coordenadas 41°13′18″N 102°42′56″O / 41.22167, -102.71556. Según la Oficina del Censo de los Estados Unidos, tiene una superficie total de 731.91 km², de la cual 731.71 km² corresponden a tierra firme y 0.20 km² son agua.

## Demografía
Según el censo de 2020, hay 665 personas residiendo en la zona. La densidad de población es de 0.91 hab./km². El 95.94% de los habitantes son blancos, el 0.30% son afroamericanos, el 1.05% son de otras razas y el 2.71% son de una mezcla de razas. Del total de la población, el 3.01% son hispanos o latinos de cualquier raza.